# Gabriel Terrail
Gabriel Terrail dit « Mermeix », né le 27 juillet 1859 à Basse-Terre (Guadeloupe) et décédé le 18 octobre 1930 à Neuilly-sur-Seine, est un journaliste, écrivain et homme politique français (blanquiste puis boulangiste).

## Biographie
Journaliste et essayiste politique, Gabriel Terrail signe ses articles sous le pseudonyme de Mermeix à partir de 1880, qu'il finit par accoler à son nom. Il commence sa carrière en étant reporter, de 1879 à 1884, puis tient une chronique de la vie parisienne de 1884 à 1888.
D'une réputation médiocre, il pratique le chantage et on lui dit des liens avec la police. Rallié au boulangisme dès le début du mouvement, il participe à la fondation et à la direction du journal La Cocarde pour appuyer les thèses de ce mouvement. Il est député boulangiste de la Seine de 1889 à 1893 mais n'y tient aucun rôle d'importance. Il est l'exécuteur des tâches de Georges Laguerre. En août 1890, il accepte le plan d'Alfred Naquet et Laguerre pour discréditer Georges Boulanger en révélant l'alliance royaliste et la compromission du général avec la droite. Mermeix propose à Francis Magnard, éditeur en chef du Le Figaro, la publication des articles. Celui-ci prévient les royalistes pour obtenir un pot-de-vin mais juge les montants trop faible. Les Coulisses du boulangisme sont annoncés le 19 août et à raison de deux articles anonyme par semaine sont publiés jusqu'au 22 octobre. Le retentissement est très important. Très vite le nom de Mermeix est évoqués comme auteur, ce qu'il avoue le 31 août, avant de se rétracter et de se dire éditeur en septembre. Il est fortement attaqué par les cadres et les militants boulangistes qui rejettent les accusations, qu'ils savent vrais. Mermeix accepte aussi de l'argent royaliste pour modifier les articles et surévaluer le rôle d'Arthur Meyer et minimiser celui de Jules Auffray. Il augmente aussi les montants alloués par le prétendant pour protéger la duchesse d'Uzès.
Le 7 septembre, les ex-membres du CRN se réunissent et excluent Mermeix du boulangisme et celui-ci ne peut plus que se retirer de la vie politique durant l'année 1891
Il reprend ensuite ses activités de journaliste et d'écrivain jusqu'à la guerre de 1914-1918.

## Publications
- La France socialiste, notes d'histoire contemporaine, F. Fetscherin et Chuit éditeurs, 1886 disponible sur Internet Archive
- Les coulisses du boulangisme, préface de Mermeix, Léopold Cerf éditeur, 1890 disponible sur Internet Archive
- Les antisémites en France : notice sur un fait contemporain, E. Dentu éditeur, 1892 lire en ligne sur Gallica
- Le Socialisme (Exposé du Pour et du Contre)
- Le Syndicalisme contre le Socialisme
- Le Transvaal et Chartered
- Le Transvaal par un Uitlander (traduit de l'anglais)
- L'Angleterre, aspects inconnus
- La Mort de Syveton lire en ligne sur Gallica
- Chronique de l'an 1911 qui contient le récit des négociations officielles et des négociations secrètes à propos du Maroc et du Congo, Paris, Bernard Grasset, 1912, 482 p.
- Mémoires anecdotiques : propos de Félix Faure (5e éd.), Saint-Simonin ; avec une introd. et des notes lire en ligne sur Gallica
- Fagments d'histoire 1914-19
  - I. - JOFFRE, 1re Crise du Commandement
  - II. - NIVELLE ET PAINLEVE, 2e Crise du Commandement disponible sur Internet Archive
  - III. - LE COMMANDEMENT UNIQUE, 1re Partie. - Foch et les Armées d'Occident
  - IV. 2e Partie. - Sarrail et les Armées d'Orient
  - V. - LES NEGOCIATIONS SECRETES ET LES QUATRE ARMISTICES disponible sur Internet Archive
  - VI. - LE COMBAT DES TROIS. - Conférence de la Paix disponible sur Internet Archive
  - VII. - AU SEIN DES COMMISSIONS
  - VIII. - HISTOIRE DU FRANC DEPUIS LE COMMENCEMENT DE SES MALHEURS
  - IX - LE TRAITE EBRECHE
  - X - SOCIALISTES, SYNDICALISTES ET COMMUNISTES pendant et après la guerre.

## Source
- « Gabriel Terrail », dans le Dictionnaire des parlementaires français (1889-1940), sous la direction de Jean Jolly, PUF, 1960 [détail de l’édition]
- Biographies Assemblée nationale (1889-1940)